# Carmen Luvana
Carmen Luvana (Nova Iorque, 23 de agosto de 1981) é uma ex-atriz pornográfica estadunidense de origem portorriquenha.

## Biografia
Carmen Luvana nasceu no bairro novaiorquino do Brooklyn. Aos cinco anos de idade, se mudou com sua família para Porto Rico, de onde seus pais eram originários. Aos dezoito anos, Carmen se mudou para Miami, nos Estados Unidos, para trabalhar como dançarina em clubes de striptease. Em 2001, começou a trabalhar como atriz pornô no filme More Dirty Debutantes 211. Em 2003, realizou sua primeira cena de sexo anal, em The Perfect Secretary. Posteriormente, repetiria a experiência em (2006), no filme The Power of Submission. No final de 2007, anunciou a sua intenção de retirar-se da indústria pornográfica no final do ano de 2008. Ela esteve na capa de revistas como Hustler, Oui, Gênesis e Maxim.

## Premiações e indicações
- 2003 XRCO Award – Best New Starlet[1]
- 2003 Night Moves – Best New Starlet[2]
- 2004 XRCO Award – Best Girl-Girl Scene (with Jenna Jameson)[3]
- 2004 KSEX Radio award – Hottest KSEX Jockey "Naked", Listeners Choice Award [4]
- 2006 F.A.M.E. Award – Favorite Oral Starlet[5]
- 2008 NightMoves Hall of Fame[6]